# Байрамова, Джахана
Джахана Байрамова (туркм. Jahan Baÿramowa; род. 5 ноября 1997, Ашхабад) — туркменская теннисистка. Мастер спорта Туркменистана (2014).
Байрамова выиграла один титул в парном разряде в туре ITF в своей юношеской карьере. 31 марта 2014 года она достигла своего лучшего места в рейтинге ITF среди юниоров в одиночном разряде под номером 568 и в настоящее время занимает первое место в Туркменистане. В 2011 году она также заняла 5-е место в Дубае, ОАЭ. 10 октября 2011 года в Испании Байрамова стала победителем конкурса «Валенсия Промесас». Она также играет за Туркменистан на Кубок Федерации, первый раз сыграла в 2013 году. У Байрамовой общая статистика побед-поражений 8-14.
Она также играла за Туркменистан на Азиатских играх в Инчхоне, Южная Корея с 19 сентября по 4 октября 2014 года.
Байрамова представляла Туркменистан на Азиатских играх в закрытых помещениях, которые также считаются пятыми Азиатскими играми в закрытых помещениях, проводившихся в Ашхабаде, Туркменистан, в 2017 году.

## Личная жизнь
Байрамова родилась 5 ноября 1997 года в Ашхабаде, Туркменистан, и является вторым ребенком в семье. Любовь к спорту у нее с раннего возраста, она играет в теннис с 8 лет. Свой путь она начала с выступления на Олимпийском стадионе Туркмении, где её тренировала Ольга Бабаян. Байрамову вдохновляла её семья. Она — внучка художника Дурды Байрамова, умершего в 2014 году от рака. С тех пор Байрамова все свои игры посвящает дедушке.
В возрасте 12 лет Байрамова переехала в Виллену в теннисную академию Хуана Карлоса Ферреро, где она набиралась опыта до 2015 года. В январе 2016 года Байрамова была принята в Университет Святых Имен в Окленд, Калифорния, где она в настоящее время играет в теннис в колледже.

## Карьера
Байрамова добилась своего лучшего результата в карьере, завоевав бронзовую медаль в командных соревнованиях на 4-х Играх исламской солидарности в Баку, Азербайджан, в 2017 году, победив Умайру Хашимову с итоговым счетом 6/2 6/1.

## Карьера в колледже
Байрамова учится и играет в теннис в Университете Святых Имен в Калифорнии. В марте 2017 года Байрамова заняла 15 место в Дивизионе 2 Межвузовской теннисной ассоциации Западного региона.
Байрамова закончила свой второй сезон 2016–17 с результатом 6–9, сыграв 1 одиночный разряд. Байрамова была первой спортсменкой в истории Университета Святых Имен, получившей спортивные награды PacWest. В том же году Байрамова была названа студенткой-спортсменкой года УСИ, а также получила награду Academic All-PacWest. Она получила награду Third Team All-PacWest Singles вместе с другими наградами.
Байрамова завершила свой юношеский сезон 2017–18 с результатом 7–13 в одиночном разряде и 7–18 в парном разряде. Она получила награду за лидерство в команде, премию ученого-спортсмена Межвузовской теннисной ассоциации (ITA), а также награду Academic All-PacWest.
Байрамова завершила свой взрослый сезон 2018–19 с результатом 10-9 в одиночном разряде и 14-13 в парном разряде. Она получила награду ученого-спортсмена Межвузовской теннисной ассоциации (ITA), а также награду Academic All-PacWest. Байрамова была удостоена награды Артура Эша за лидерство и спортивное мастерство Западного региона за свои достижения на корте и за его пределами.

## Юниорские финалы ITF
| Большой шлем |
| Категория GA |
| Категория G1 |
| Категория G2 |
| Категория G3 |
| Категория G4 |
| Категория G5 |

### Одиночные финалы (0–1)
| Результат | Номер | Дата             | Турнир                | Покрытие | Соперница          | Счёт     |
| --------- | ----- | ---------------- | --------------------- | -------- | ------------------ | -------- |
| Финалист  | 1     | 21 сентября 2013 | Ашхабад, Туркменистан | Хард     | Анастасия Гасанова | 3–6, 4–6 |

### Парные финалы (1–2)
| Результат | Номер | Дата             | Турнир                | Покрытие | Партнёр         | Соперницы                          | Счёт        |
| Финалист  | 1     | 23 June 2013     | Карфаген, Тунис       | Глина    | Наталия Новотна | Жюлиет Бастин Меган Хорн           | 6–7(5), 4–6 |
| Победа    | 2     | 21 сентября 2013 | Ашхабад, Туркменистан | Хард     | Берфу Ченгиз    | Анастасия Гасанова Мелисса Ифиджен | 6–2, 6–2    |
| Финалист  | 3     | 28 сентября 2013 | Ашхабад, Туркменистан | Хард     | Мелисса Ифиджен | Анастасия Гасанова София Эстерман  | 0–6, 3–6    |